# 合歡山遊客服務中心
24°8′33.35″N 121°17′3.5″E / 24.1425972°N 121.284306°E

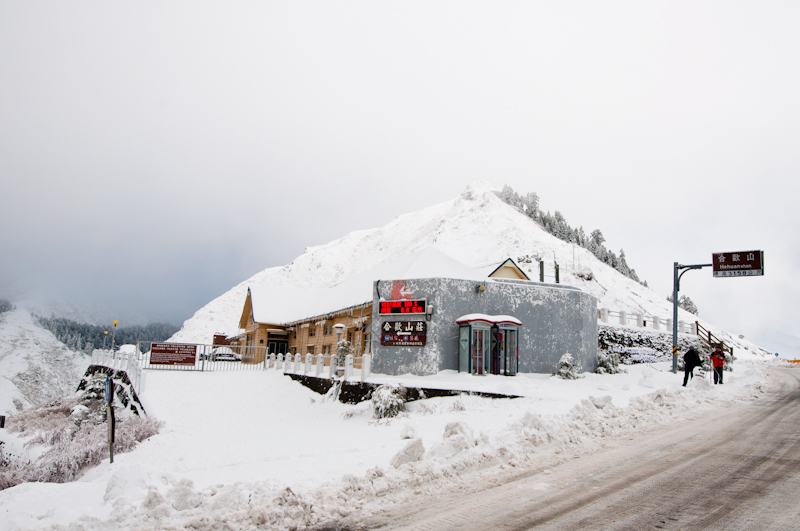
高山氣候使合歡山莊在冬季會覆蓋著一層白雪。

合歡山遊客服務中心，台灣合歡山一處遊客服務中心，為提供遊客諮詢與導覽之用，位於台14甲線32.855公里處。其前身為合歡山莊，原是供給於合歡山區旅客、登山人士所住宿用的旅舍，2014年1月1日改建完成後，現已不提供住宿。
合歡山遊客服務中心座落於海拔3,158公尺的高山地區，氣候是冬寒夏涼，寒流來襲則會下雪，使合歡山遊客服務中心的屋簷上覆蓋著一層白雪。

## 歷史
日治時期，隨著合歡越道路（即今合歡越嶺古道）修建完成，便選在合歡山莊的現址興建「石門警察官吏駐在所」，其名取自附近一處形同石門的隧道。
1968年，興建合歡山莊，隸屬於行政院農業委員會林務局東勢林區管理處。2010年，林務局東勢林區管理處認為該建物的硬體設施無法滿足現有的高山活動，加上內部陳設全屬木造，因此老舊的設施需要拆除，故決定原址重建成一棟多功能旅遊服務中心，並為因應冬季賞雪的遊客人潮，計畫部分空間規劃出可容納高山醫療的設施，此計畫仍與太魯閣國家公園管理處協調。
2014年1月1日，「合歡山遊客服務中心」落成啟用，提供高山生態旅遊、研究、教育訓練、解說展示等多功能場所，原有的合歡山莊隨著服務的轉型成遊客中心，將住宿與餐飲服務則移至松雪樓、滑雪山莊提供。

## 地理
合歡山遊客服務中心的建物地理位置位於花蓮縣秀林鄉（緊鄰南投縣仁愛鄉交界），南北方向被合歡尖山與合歡東峰夾峙，而西方的山口則是武嶺，在東方則是立霧溪的上游，同時可眺望奇萊北峰與屏風山。此外，合歡山遊客服務中心也是前往合歡尖山、合歡東峰以及中央山脈的登山口，附近則有松雪樓也供住宿。在合歡山遊客服務中心門前的公路上立有「合歡山」標示牌，成為往來遊客抵達合歡山的一種指標。

## 外部連結
- 作者：jnchen0202. . 痞客邦部落格 （中文（臺灣））. 外部链接存在于|title= (帮助)